# Frederik Sørensen
Pour les articles homonymes, voir Sørensen.
Frederik Hillesborg Sørensen, né le 14 avril 1992 à Copenhague au Danemark, est un footballeur international danois, qui évolue au poste de défenseur central au Ternana Calcio.

## Biographie

### En club
Formé dans son pays au Himmelev-Veddelev BK (devenu le FC Roskilde) et à Lyngby BK, il est longtemps observé par Giuseppe Marotta et Fabio Paratici. 
À l'été 2010, il est prêté pour 20 000 € avec option d'achat de 130 000 € à la Juventus. Il fait ses débuts en Serie A, comme titulaire lors de Cesena-Juventus (3-1) comptant pour la dixième journée du championnat. Il joue également la douzième journée, Roma-Juventus (1-1), comme arrière droit. 
Au niveau tactique, il est utilisé comme un verrou, pour couvrir Miloš Krasić et Felipe Melo, qui couvre lui le centre-droit du milieu de terrain. Grâce à ses bonnes performances il devient un élément permanent de l'équipe première. Le 13 février, Juventus-Inter (1-0) lors de la 25e journée, il offre pour la première fois en bianconero, une passe décisive synonyme de victoire à Alessandro Matri. 
Malgré son jeune âge, il a déjà montré une grande personnalité. Il conclut sa première saison en pro avec 18 apparitions, dont 17 en championnat et une en Coupe d'Italie.
Le 11 juillet 2015, Frederik Sørensen s'engage en faveur du club allemand du FC Cologne.
Le 18 août 2019, Frederik Sørensen rejoint la Suisse et le BSC Young Boys sous la forme d'un prêt d'une saison.
Le 20 janvier 2021, Frederik Sørensen rejoint librement le Delfino Pescara. 

### En équipe nationale
Avec les espoirs, il participe au championnat d'Europe espoirs en 2011. Lors de cette compétition organisée dans son pays natal, il doit se contenter du banc des remplaçants. Le bilan du Danemark dans ce tournoi s'élève à une seule victoire et deux défaites, ce qui s'avère insuffisant pour dépasser le premier tour.
Il dispute ensuite de nouveau le championnat d'Europe espoirs en 2013. Lors de cette compétition organisée en Israël, il ne joue qu'un seul match, contre la Tchéquie. Les Danois s'inclinent en demi-finale face à l'équipe de Suède, futur vainqueur du tournoi.
Le 8 juin 2015, il figure pour la première fois sur le banc des remplaçants de l'équipe nationale A, mais sans entrer en jeu, lors d'un match amical face au Monténégro (victoire 2-1). Il effectue finalement ses débuts officiels avec l'équipe du Danemark le 6 juin 2017, en amical contre l'Allemagne. Il entre sur le terrain au cours de la seconde mi-temps, en remplacement de son coéquipier Riza Durmisi. Les deux équipes se neutralisent (1-1).

## Palmarès
- Champion d'Allemagne de D2 en 2019 avec le FC Cologne

## Statistiques
| Saison                | Club                  | Championnat           | Championnat | Championnat | Coupe(s) nationale(s) | Coupe(s) nationale(s) | Compétition(s) continentale(s) | Compétition(s) continentale(s) | Compétition(s) continentale(s) | Danemark | Danemark | Total | Total |
| Saison                | Club                  | Division              | M.          | B.          | M.                    | B.                    | Comp.                          | M.                             | B.                             | M.       | B.       | M.    | B.    |
| 2010-2011             | Lyngby BK             | Superliga             | -           | -           | -                     | -                     | -                              | -                              | -                              | -        | -        | 0     | 0     |
| 2010-2011             | Juventus FC (prêt)    | Série A               | 17          | 0           | 1                     | 0                     | -                              | -                              | -                              | -        | -        | 18    | 0     |
| Sous-total            | Sous-total            | Sous-total            | 17          | 0           | 1                     | 0                     | -                              | -                              | -                              | -        | -        | 18    | 0     |
| 2011-2012             | Juventus FC           | Série A               | -           | -           | 1                     | 0                     | -                              | -                              | -                              | -        | -        | 1     | 0     |
| Sous-total            | Sous-total            | Sous-total            | -           | -           | 1                     | 0                     | -                              | -                              | -                              | -        | -        | 1     | 0     |
| 2011-2012             | Bologne FC            | Série A               | 2           | 1           | -                     | -                     | -                              | -                              | -                              | -        | -        | 2     | 1     |
| 2012-2013             | Bologne FC            | Série A               | 25          | 1           | 2                     | 0                     | -                              | -                              | -                              | -        | -        | 27    | 1     |
| 2013-2014             | Bologne FC            | Série A               | 15          | 0           | 1                     | 0                     | -                              | -                              | -                              | -        | -        | 16    | 0     |
| Sous-total            | Sous-total            | Sous-total            | 42          | 2           | 3                     | 0                     | -                              | -                              | -                              | -        | -        | 45    | 2     |
| 2014-2015             | Juventus FC           | Série A               | -           | -           | -                     | -                     | -                              | -                              | -                              | -        | -        | 0     | 0     |
| 2014-2015             | Hellas Vérone (prêt)  | Série A               | 10          | 0           | 1                     | 0                     | -                              | -                              | -                              | -        | -        | 11    | 0     |
| Sous-total            | Sous-total            | Sous-total            | 10          | 0           | 1                     | 0                     | -                              | -                              | -                              | -        | -        | 11    | 0     |
| 2015-2016             | FC Cologne            | Bundesliga            | 22          | 0           | 2                     | 0                     | -                              | -                              | -                              | -        | -        | 24    | 0     |
| 2016-2017             | FC Cologne            | Bundesliga            | 30          | 0           | 2                     | 0                     | -                              | -                              | -                              | 1        | 0        | 33    | 0     |
| 2017-2018             | FC Cologne            | Bundesliga            | 28          | 2           | 3                     | 1                     | C3                             | 4                              | 0                              | -        | -        | 35    | 3     |
| 2018-2019             | FC Cologne            | 2. Bundesliga         | 5           | 0           | -                     | -                     | -                              | -                              | -                              | -        | -        | 5     | 0     |
| 2020-2021             | FC Cologne            | Bundesliga            | 3           | 0           | -                     | -                     | -                              | -                              | -                              | -        | -        | 3     | 0     |
| Sous-total            | Sous-total            | Sous-total            | 88          | 2           | 7                     | 1                     | -                              | 4                              | 0                              | 1        | 0        | 100   | 3     |
| 2019-2020             | BSC Young Boys (prêt) | Super League          | 16          | 0           | 2                     | 1                     | C1+C3                          | 1+6                            | 0+0                            | -        | -        | 25    | 1     |
| Sous-total            | Sous-total            | Sous-total            | 16          | 0           | 2                     | 1                     | -                              | 7                              | 0                              | 0        | 0        | 25    | 1     |
| Total sur la carrière | Total sur la carrière | Total sur la carrière | 173         | 4           | 15                    | 2                     | -                              | 11                             | 0                              | 1        | 0        | 200   | 6     |